# Saropogon rubiventris
Saropogon rubiventris là một loài ruồi trong họ Asilidae. Saropogon rubiventris được Wulp miêu tả năm 1899. Loài này phân bố ở vùng nhiệt đới châu Phi.